# 西洋亮
西 洋亮（にし ようすけ、1988年7月25日 - ）は、日本の俳優。
京都府出身。G-STAR.PRO所属。
特技は写真・水泳・合気道・歌、趣味は読書・音楽鑑賞・観劇。

## 出演

### テレビドラマ
- 天国まで響けボクのシンバル!病院内学級物語（1998年12月、TBS） - 生徒 役
- ズッコケ三人組2 （1999年9月 - 12月、NHK） - クラスメイト 役（レギュラー）
- 虹色定期便（2000年4月 - 2001年3月、NHK） - 秋山浩布 役（レギュラー）
- ズッコケ三人組3 第6話（2001年、NHK） - 少年 役
- ホームドラマ!（2004年4月 - 6月、TBS） - 中西光太 役（レギュラー）
- ヤンキー母校に帰る〜旅立ちの時 不良少年の夢（2005年3月、TBS） - クラスメイト 役
- 冗談じゃない!（2007年、TBS） - 配達員 役
- ヤンキー君とメガネちゃん 第2話（2010年、TBS） - 田中 役
- 土俵ガール!（2010年7月15日 - 9月16日、MBS） - 太田平次郎 役
- アスコーマーチ〜明日香工業高校物語〜（2011年4月 - 6月、テレビ朝日） - 渡辺信一郎 役
- 仮面ライダーフォーゼ 第15話、第16話（2011年12月、テレビ朝日） - 片桐平 役
- さばドル 第12話（2012年3月、テレビ東京）
- 私立バカレア高校 第3話（2012年4月、日本テレビ）
- ピン女のメリークリスマス 〜恋したい、恋しようとしない、恋できない。〜 第2夜（2012年12月、日本テレビ）
- 予告編ビギンズ 福田陽平監督作品「すばらしい世界」（2013年1月、フジテレビ）
- お天気お姉さん 第3話 - 第9話（2013年4月 - 6月、テレビ朝日） - 晴子の追っかけ・東 役
- 科捜研の女 第13シリーズ 第3話（2013年10月31日、テレビ朝日） - 山瀬真男 役
- ドクターX〜外科医・大門未知子〜 第6話、第9話（2013年、テレビ朝日） - 食堂の患者 役
- リアル脱出ゲームTV Xgame（2014年1月、TBS） - ブーヤン 役
- リアル脱出ゲームTV 第7話（2014年6月、TBS） - ブーヤン 役
- アオイホノオ 第7話（2014年、テレビ東京）
- ドクターX〜外科医・大門未知子〜 第3話、第5話、第11話（2014年、テレビ朝日） - 食堂の患者 役
- 金曜ロードSHOW!特別ドラマ Dr.ナースエイド（2014年11月7日、日本テレビ） - 仲元 役
- マッチング・ラブ（2014年12月24日、TBS） - マヨラー男 役
- 警視庁捜査一課9係 season10 第4話（2015年5月20日、テレビ朝日） - 本田卓道 役
- エイジハラスメント 第4話、第9話（2015年、テレビ朝日） - 食堂の社員 役
- 逃げる女 第3話（2016年、NHK）
- お迎えデス。 第6話（2016年、日本テレビ） - 野村 役
- 闇金ウシジマくん Season3 第5話、第6話（2016年、毎日放送） - 峠のやまびこ代表・丸井 役
- ドクターX〜外科医・大門未知子〜 第9話（2016年、テレビ朝日） - 食堂の患者 役
- スーパーサラリーマン左江内氏 第9話（2017年、日本テレビ）
- 世にも奇妙な物語'17秋の特別編 「ポニーテール」（2017年10月14日、フジテレビ） - 山田 役
- ラブホの上野さん2 第6話（2017年10月、FOD・フジテレビ）
- 特命係長 只野仁 AbemaTVオリジナル2 第47話（2017年12月、AbemaTV）
- TBS月曜名作劇場「はぐれ署長の殺人急行3」（2018年1月、TBS） - 両国 役
- リーガルV〜元弁護士・小鳥遊翔子〜 第5話（2018年11月15日、テレビ朝日） - オタク 役
- 未解決の女 警視庁文書捜査官～緋色のシグナル～（2019年4月、テレビ朝日） - フタバソフト社員 役
- 特捜9 season2 第7話（2019年5月、テレビ朝日） - 浅田 役
- 背徳の夜食 「背脂ラーメン編」（2019年7月、東海テレビ・フジテレビ系） -  武田智弘 役
- 時効警察 復活スペシャル（2019年9月、テレビ朝日）
- ドクターX〜外科医・大門未知子〜 第1話、第8話（2019年、テレビ朝日） - 食堂の患者 役
- 駐在刑事 SEASON2（2020年、テレビ東京） - 前園義秋 役
- サイレント・ヴォイス 行動心理捜査官・楯岡絵麻 Season2 第4話（2020年5月2日、BSテレ東）
- あの子が生まれる… 第7話（2020年8月、FOD） - 柏木 役
- 親バカ青春白書 第4話、第5話（2020年8月23日 - 30日、日本テレビ） - 斉藤 役
- 文豪少年!〜ジャニーズJr.で名作を読み解いた〜 第3話（2021年4月4日、WOWOW）
- 天才てれびくんhello, ドラマパート（2021年4月6日、Eテレ）
- ネメシス 第3話（2021年4月25日、日本テレビ）
- ハレ婚。 第7話（2022年2月27日、ABC）
- 明日、私は誰かのカノジョ 第1・2話（2022年4月13日・20日、毎日放送・TBS） - 前川正之 役
- 初恋の悪魔 第3話（2022年7月30日、日本テレビ） - 渡辺 役
- 暴太郎戦隊ドンブラザーズ ドン31話（2022年10月2日、テレビ朝日） - 大食漢 役[1]
- オリバーな犬、 (Gosh!!) このヤロウ シーズン2 第5話（2022年10月、NHK総合）- 薬を受け取る売人 役
- 最初はパー（2022年10月28日 - 、テレビ朝日） - 下田富士夫（おにぎり君） 役
- 記憶捜査〜新宿東署事件ファイル〜 シーズン3 第3話（2022年11月、テレビ東京）
- ●●ちゃん 第5・6話（2023年9月、朝日放送テレビ） - 大将・松崎 役
- 土曜ドラマ Shrink シュリンク―精神科医ヨワイ― 第2話（2024年9月7日、NHK総合）
- グラぱらっ！（2025年7月6日 - 予定、ABC）- ムーたん 役
- 愛の、がっこう。（2025年7月10日 - 、フジテレビ） - 九十九 役

### 声優
- 週刊ストーリーランド僕たちの卒業式（2001年、NTV） - 大輔 役（主役）
- 翼はいつまでも（2002年、NHK-FM） - 苫篠 役
- ニューダンガンロンパV3 みんなのコロシアイ新学期（2017年） - カメオ出演

### 映画
- ズッコケ三人組、自転車の安全教室（2001年、東映） - モーちゃん 役
- 釣りバカ日誌17 あとは能登なれハマとなれ!（2006年、監督：朝原雄三、松竹） - 生徒 役
- 学校裏サイト（2009年、監督：福田陽平、ジョリー・ロジャー） - 佐藤治 役
- 20世紀少年 最終章 ぼくらの旗（2009年、監督：堤幸彦、東宝）
- ソフトボーイ（2010年6月公開、監督：豊島圭介、東映） - タナカ 役
- 怪物くん（2011年11月公開、監督：中村義洋、東宝） - 怪物ランドの国民C 役
- 体脂肪計タニタの社員食堂（2013年5月公開、監督：李闘士男、角川映画）
- アイズ（2015年6月6日公開、監督：福田陽平、ジョリー・ロジャー） - 田中太一 役
- ヒロイン失格（2015年9月19日公開、監督：英勉、ワーナー・ブラザース） - マンガ喫茶の客 役
- ドッジボールの真理 code01 伝説のレッドブルマー（2016年4月、監督：葉山陽一郎、シネアスト）
- デスフォレスト 恐怖の森5（2016年9月3日、NSW、監督：福田陽平・田中佑和） - 西島トオル 役
- 悪しき客人（2016年、監督：田中博巳）※第4回八王子Short Film映画祭グランプリ作品
- 回転式（2017年、監督：松村慎也） - 本田 役
- トリガール!（2017年9月1日公開、監督：英勉、ショウゲート）
- 若さと馬鹿さ（2019年、監督：中村祐太郎） - リョウ 役
- 魔法少年☆ワイルドバージン（2019年、監督：宇賀那健一） - 自殺志願の男 役
- 世界の終わりなわけねーだろ！（2020年、監督：発智新太郎） - 優作 役
- One Cut in the Life（2020年、監督：発智新太郎）
- オレたち応援屋!! We are Oh&Yeah!!（2020年、監督：竹本聡志、東宝） - 宮崎アキラ 役
- Bittersand（2021年、監督：杉岡知哉、ダブ ）
- うみべの女の子（2021年、監督：ウエダアツシ、スタジオジャム） - 土井洋文 役
- BIRTHDAY（2021年、監督：ヨリコ ジュン） ※第75回カンヌ国際映画祭 短編部門上映
- アタシ、キレイ？（2021年、監督：ヨリコジュン）
- アンコンシャス（2022年、監督：ヨリコジュン）
- 女神の街（2022年、監督：横山翔一） - わたらい 役[2][3]
- グッドバイ、バッドマガジンズ（2022年、監督：横山翔一、ピークサイド） - 酒本信満 役[4]
- POSTMAN（2022年、監督：ヨリコジュン）※第76回カンヌ国際映画祭 短編部門上映
- 横濱の仮族（2023年、監督：ヨリコジュン） - コック 役
- 東京リベンジャーズ 2 血のハロウィン編 -決戦-（2023年6月30日、監督：英勉、ワーナー・ブラザース） - ガリ男 役
- METAMORPHOSE（2023年、監督：ヨリコジュン）
- 水平線（2024年、監督：小林且弥、マジックアワー）
- YOKOHAMA（2024年、監督：ヨリコジュン） - コック 役
- 家出レスラー（2024年、監督：ヨリコジュン、ブシロードムーブ） - 秋山 役
- 中山教頭の人生テスト（2025年、監督：佐向大、ライツキューブ） - 西山泰造 役
- ストロベリームーン（2025年、監督：酒井麻衣、松竹） - 山下先生 役

### 舞台
- スーパーダンガンロンパ2 THE STAGE 〜さよなら絶望学園〜（2015年12月3日 - 13日、Zeppブルーシアター六本木） - 十神白夜 役
- スーパーダンガンロンパ2 THE STAGE 2〜さよなら絶望学園〜2017（2017年3月 - 4月） - 十神白夜 役
- ROOKIES（2021年11月18日 - 23日、東京シアター1010 / 11月26日 - 28日、大阪サンケイホールブリーゼ/ 11月30日、滋賀 栗東芸術文化会館さきら） - 掛布光秀 役[5]
- DINO-A-LIVE DINO SAFARI 2022 〜未来のヒカリ〜（2022年5月、ヒカリエホール） - MCキャスト
- モノノ怪〜化猫〜（2023年2月4日 - 15日、飛行船シアター） - 勝山 役
  - モノノ怪〜座敷童子〜（2024年3月21日 - 24日、IMM THEATER / 3月29日 - 31日、COOL JAPAN PARK OSAKA WWホール / 4月4日 - 7日、IMM THEATER） - トメ吉 役[6][7]
- らぶフォー the stage -DIVINE 爆誕！-（2023年12月21日 - 25日〈予定〉、こくみん共済 coop ホール/スペース・ゼロ） - 七音の継父の連れ子 役 （映像出演）[8]

### CM
- マイクロソフト 「Windows Magic Theater」（2000年） - 横浜綱夫 役
- ブルボンプチシリーズPART2 アルバイト編・キャンペーン編(TV & WEB)（2009年）
- 新日本石油 ENE・FARM お客様の声・貴乃花夫妻篇（2009年）
- 日清食品 太麺堂編（2009年・2010年）
- 西陣 CR花満開 麗 60秒CM（2011年）
- SONY MDR-XB90EX EXTRA BASSシリーズ 重低音BROTHERS meetsEXTRA BASS*WEB（2012年）

### その他
- ガチンコ!（1999年、TBS） - ガチンコキッズ
- 第8回日刊スポーツ・ドラマグランプリ新人賞ー - 7位
- 第39回広告大賞（2010年、フジテレビ） - 太麺's
- 仮面ライダーフォーゼ　みんなで授業キターッ！ 天高生の全てを学べ! 第1話「巨・漢・合・唱」（2012年7月、「フォーゼ」ネットムービーパートナーズ） - 片桐平 役
- 日産×リアル脱出ゲームTV 史上最難関の採用試験 THE TEST #3（2014年5月）
- ごちそんぐDJ（2015年8月、2016年2月 NHK Eテレ） - ジンジャーエールの回、けんちん汁の回
- 般若
  - 「JAPAN TOUR 2019」予告編（2019年）
  - 「IRON SPIRIT Release Party」告知動画（2019年）
  - 「花金ナイトフィーバー Pt.2 feat.夫1,夫3&夫4」MV （2020年）
- TikTok南足柄市ショートドラマ・金太郎さま - 金太郎 役

## 監督作
- 紫の朱を奪う（2021年）※DOKUSOフェス「紫」部門グランプリ受賞[9]